# Mattheus Rodde (Politiker, 1681)

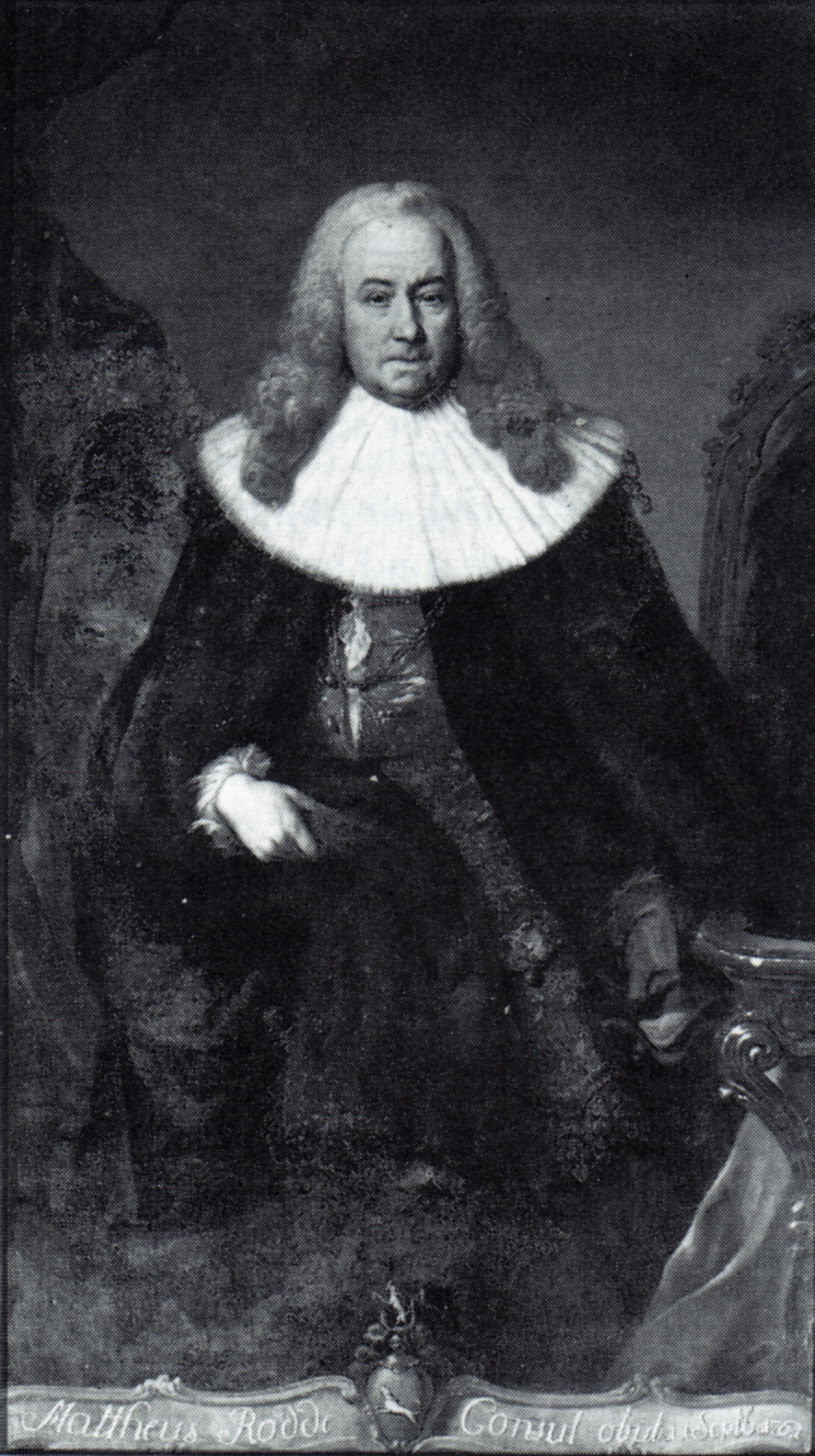
Mattheus Rodde, porträtiert von Stefano Torelli

Mattheus Rodde (* 1681 in Lübeck; † 11. September 1761 ebenda) war ein deutscher Politiker und Bürgermeister der Hansestadt Lübeck.

## Leben
Rodde, der aus der alten Lübecker Kaufmannsfamilie Rodde stammte, unternahm als junger Kaufmann seit 1697 umfangreiche Handelsreisen, die ihn unter anderem nach Stockholm und Holland führten. Nach seiner Rückkehr nach Lübeck trat er in das Geschäft von Peter Hinrich Tesdorpf ein, für das er 1722 nach Lissabon und London reiste.
1735 wurde er in den Rat gewählt, 1757 wurde er einer der Bürgermeister Lübecks. In seine Amtszeit als Ratsherr fällt die von der Bürgerschaft erzwungene Selbstergänzung des Lübecker Rates 1739. 1745 ließ er gemeinsam mit Heinrich Balemann, Heinrich Rust und Hermann Woldt als Vorstehern die große Glocke des Heiligen-Geist-Hospitals durch den Ratsgießer Lorenz Strahlborn bzw. dessen Sohn Dietrich umgießen.
Verheiratet war Rodde mit einer Tochter Peter Hinrich Tesdorpfs. Sein Sohn Mattheus Rodde (1724–1783) wurde ebenfalls Ratsherr in Lübeck; seine Tochter Magdalena Margaretha heiratete den Lübecker Ratsherrn Nikolaus Barward Mentze. Einer seiner Enkel, Mattheus Rodde (1754–1825), war der Ehemann von Dorothea Schlözer und gleichfalls Bürgermeister.
Johann Daniel Overbeck verfasste 1761 seine Trauerrede.